# Thorncrown Chapel
Thorncrown Chapel (Capela da Coroa de Espinhos) é uma capela localizada em Eureka Springs, no Arkansas, Estados Unidos. Foi projetada por E. Fay Jones e construída em 1980. O projeto é uma reminiscência da Prairie School, escola de arquitetura popularizada por Frank Lloyd Wright, de quem Jones havia sido aprendiz. A capela foi encomendada por Jim Reed, um professor aposentado, que comprou o terreno em 1971 e imaginou uma capela de peregrinação não-denominacional afastada da paisagem onde se pudesse meditar. O projeto da Capela da Coroa de Espinhos foi inspirado na Sainte-Chapelle, uma igreja gótica em Paris, que possui inúmeras janelas de diferentes tipos de vidro, a fim de permitir mais luz no interior de sua estrutura.
A capela foi selecionada para o Prémio dos Vinte e Cinco Anos do Instituto Americano de Arquitetos de 2006 e foi listada no Registo Nacional de Lugares Históricos dos Estados Unidos em 2000, um status não dado a edifícios com menos de cinquenta anos, a menos que sejam excecionalmente significativos. A capela foi incluída na lista da Budget Travel das "12 igrejas mais bonitas da América" e em várias listas das "50 igrejas mais extraordinárias do mundo".